# 有吉立行
有吉 立行（ありよし たつゆき、永禄元年12月11日（1559年1月19日） - 慶長12年12月14日（1608年1月31日））は、安土桃山時代から江戸時代前期の武将、豊前中津藩家老である。
初名は立理。通称は四郎左衛門・四郎右衛門。官途は武蔵守。
弟に重吉・助兵衛。正室は不明。

## 生涯
永禄元年（1559年）12月11日、細川元常に仕えた武将・有吉立言（）の子として生まれる。幼名は万助。
細川藤孝に仕える。13歳の折、不始末を起こした細川家の料理人を討ち、藤孝から賞賛される。
天正元年（1573年）の淀古城攻め以後、三十数度の合戦に出たという。中山城代などを務める。
慶長5年（1600年）、細川忠興が上杉征伐に従軍すると、松井康之・魚住昌永とともに細川領の飛地の豊後杵築城の留守を預かり、黒田如水らと連携し、石垣原の戦いで大友義統の軍を破った。また中川秀成とその家臣小林新介（新助とも）と連携し上方の情勢を把握、対大友氏の計画を立てた。
忠興が関ヶ原の戦いでの戦功により、豊前中津藩藩主になるとその家老となる。忠興により、藩主のかつての姓・長岡を許された。
慶長12年（1608年）12月14日、備後鞆の船中で病没。享年50。万歳山天聖寺に葬られる。
以後、子孫は細川家歴代の上卿三家（1万8000石、家老三座）を務めた。

## 逸話
細川忠興が少年の折、立行は彼を肩車して川を渡ろうとした。ところが川は深く、立行は頭まで水に浸かってしまった。忠興は慌てたものの立行は川を渡り切り、無事に岸に下ろすやいなや昏倒した。周囲の者が腹を踏んで水を吐き出させると、どうにか息を吹き返した。立行は愚鈍だと蔑まされていたが、忠興は幼心に只者ではないと感じ入ったという。
石垣原の戦い後、忠興が戦の様子を尋ねると、同じく家老の松井康之は事細かに語って聞かせたが、立行は何も言わなかった。二人が退出すると忠興は「戦場で周囲の様子を事細かに見ているのは集中できていない証拠だ。立行は流石である」とむしろ立行を評価したという。
関ヶ原の戦いで天下の大勢が決すると、武功の書き立てが流行った。有吉家でも嫡男の興道と家宰の葛西惣右衛門の両人が相談してこれにならおうと考えた。四郎右衛門およびその父祖代々の武功聞書を作成するため、主人のところへ訪ねる。すると立行は「みっともないことをするな。そんなことは外様や新参のすることだ。譜代の家臣の働きぶりは主君がみんなご存じだ。ただ細川家に有吉の名字が残っていればそれで十分なのだ。聞書などをつくる時があれば、有吉の家が絶えないようにする工夫でも考えろ」と叱責した。
以上のことから、覚書・聞書の類は遺されていない。更には寛永16年（1639年）に有吉の屋敷が火事に遭い、古い書き付けなどは失われたという。

## 子孫
立行から、熊本藩上卿三家として、興道＝英貴－英安＝貞之－貞親－立貞＝立好－立邑＝立喜＝立直＝立憲＝立生＝立元＝立道＝立愛＝立武＝立礼－立生＝登聖と続く。
嫡男の興道（1582-1618） が家督を継いだが早逝し、次男の英貴（1600-1645）が後を継ぐ。娘（富田重冬室）がいる。
- 嫡男・興道‐幼名は与太郎。通称は四郎右衛門、内膳。別名は康政、康以。子に貞之（1613-1679）。
- 次男・英貴‐幼名は平吉。初名は立道。[5] 通称は頼母。正室は古屋（父：三渕好重）。子に英安（1613-1679）。
- 英安（伯父・興道の子、貞之が幼少ゆえ、家督を継ぐ。）‐幼名は春清、平吉。初名は英長。通称は頼母。正室は竹（父は肥後熊本藩初代藩主細川忠利）。
- 貞之（英安から家督を継ぐ。）‐幼名は武平。通称は：武兵衛、内膳、大蔵。別名は正行、英道。子に貞親（1647-1700）、貞知、娘（奥田正方室）、娘（小笠原長英室）。
- 貞親‐幼名は槌千代、万千代。通称は四郎右衛門。正室はツル（父は細川興孝）。子に立貞（1679-1748）、立好（？-1744）、娘（田中吉左衛門室）、娘（奥田権右衛門室）、娘（藪右膳室）。
- 立貞‐幼名は長松、万助。通称は四郎右衛門、大膳。子に幾次郎、内弥、宇源太、貞通。
- 立好（兄・立貞に代わり家督を継ぐ。）‐通称は新弥、数馬、将監、大蔵。別名に貞春、貞熊。正室はツヤ（父は長岡興章）。子に立邑（1730-1800）、立喜（1731-1797）、貞能、章貞。
- 立邑‐幼名は栄次郎。通称は大膳。別名に貞国。正室（父は長岡忠雄）。子に立直（1766-1810）。
- 立喜（兄・立邑に代わり家督を継ぐ。）‐通称は四郎右衛門、賀七郎。子に立憲（生没年不詳）、明鏡院りの（松井徴之室）。
- 立直（叔父・立喜から家督を継ぐ。）‐幼名は万次郎。通称は規矩次、主膳。子に立生（生没年不詳）。
- 立憲（従兄弟・立直から家督を継ぐ。）‐通称：秀香、七郎、将監。子に立元（？-1852）。
- 立生（立憲養子。）‐幼名は万次郎。通称は織部。子に立道（？-1876）、立愛（1840-1893）。
- 立元（立生養子。）‐幼名は豊熊。
- 立道（立元養子。）‐幼名は祥之助。通称は頼母。子に立武（1855-1904）。
- 立愛（兄・立道の家督を継ぐ。）‐幼名は直熊。通称は将監、与太郎。立愛の代で明治を迎える。1869年、熊本藩大参事、改姓し佐々木に。1870年、有吉に復姓。正室は恭（1845-1908、父は小笠原長洪）。子に立礼（1866-1907）、忠（1876-？）、新太郎（1877-？）。
- 立武（叔父・立愛から家督を継ぐ。）‐幼名：平吉。
- 立礼（従兄弟・立武の家督を継ぐ。）‐幼名は虎若。男爵（1906-1907）。妻は平野沢（1867-1923、父は平野長明）。子に立生（1899-1954）、延（1888-？、夫は隈雄一郎）、淑（1892-1915）。
- 立生‐男爵（1907-1947）。妻は国武マツエ（1902-1988、父は国武森吉）。
- 登聖（1957-、立生〈男爵〉の養子。父は井上国秀。）‐妻は渡辺みゆき（1958-、1972入籍。父は渡辺金八郎）、子は佐奈恵（1985-）、立登（1987-）、立顕（1990-）。

### 参考資料
- 児玉幸多・北島正元監修『藩史総覧』（新人物往来社、1977年）
- 『大分県史』近世篇Ⅲ（大分県、1988年）
- 鈴木喬編著『熊本の人物』 熊本の風土とこころ編集委員会編、熊本日日新聞社
- 永尾正剛「細川忠興と北九州」